# Jour de l'Évacuation (Boston)
Pour les articles homonymes, voir Jour de l'Évacuation.
La Journée de l’évacuation est une fête qui commémore l’évacuation de la ville de Boston par les forces britanniques, après le siège de Boston, au début de la guerre d'indépendance des États-Unis. Elle est célébrée le 17 mars dans le comté de Suffolk (qui inclut la ville de Boston) ainsi que par les écoles publiques de Cambridge et de Somerville.
Les écoles et la fonction publique (y compris certaines administrations du gouvernement du Massachusetts situés dans le comté de Suffolk) sont fermés. Lorsque le 17 mars tombe un weekend, les écoles et les administrations sont fermées le lundi suivant. Le synchronisme avec la fête de la Saint-Patrick a également joué un rôle dans la création de cette fête.

## Contexte historique
Les onze mois du siège de Boston prirent fin lorsque l’Armée continentale, sous le commandement de George Washington, fortifia Dorchester Heights au début de mars 1776 avec des canons saisis lors de la prise du Fort Ticonderoga, contraignant ainsi le général britannique William Howe, dont la garnison et la marine étaient menacées par ces postes, à choisir entre l’attaque et la retraite. Afin d’empêcher ce qui pourrait aurait pu être une répétition de la bataille de Bunker Hill, Howe décida de battre en retraite de Boston vers la Nouvelle-Écosse le 17 mars 1776.
L’évacuation britannique de Boston, qui fut la première victoire de Washington lors de la guerre d'indépendance des États-Unis contre George III, contribua fortement à remonter le moral des Insurgents, car Boston, où avait justement commencé la rébellion, fut précisément la première ville des Treize Colonies à être libérée.

## Création de la fête
Alors que des défilés de la Saint-Patrick ont lieu à Boston depuis 1876, le jour de l’évacuation n’a été déclaré jour férié qu’en 1901, grâce à l’intérêt pour l’histoire locale qui a également abouti à la construction du monument de Dorchester Heights. Le Commonwealth du Massachusetts en fit une fête dans le comté de Suffolk en 1938. La large population irlandaise de Boston de l’époque a joué un rôle dans l’établissement de la fête. La loi de 1941 instaurant cette fête dans le comté de Suffolk a été signée à l’encre noire et verte.

## Activités de célébration

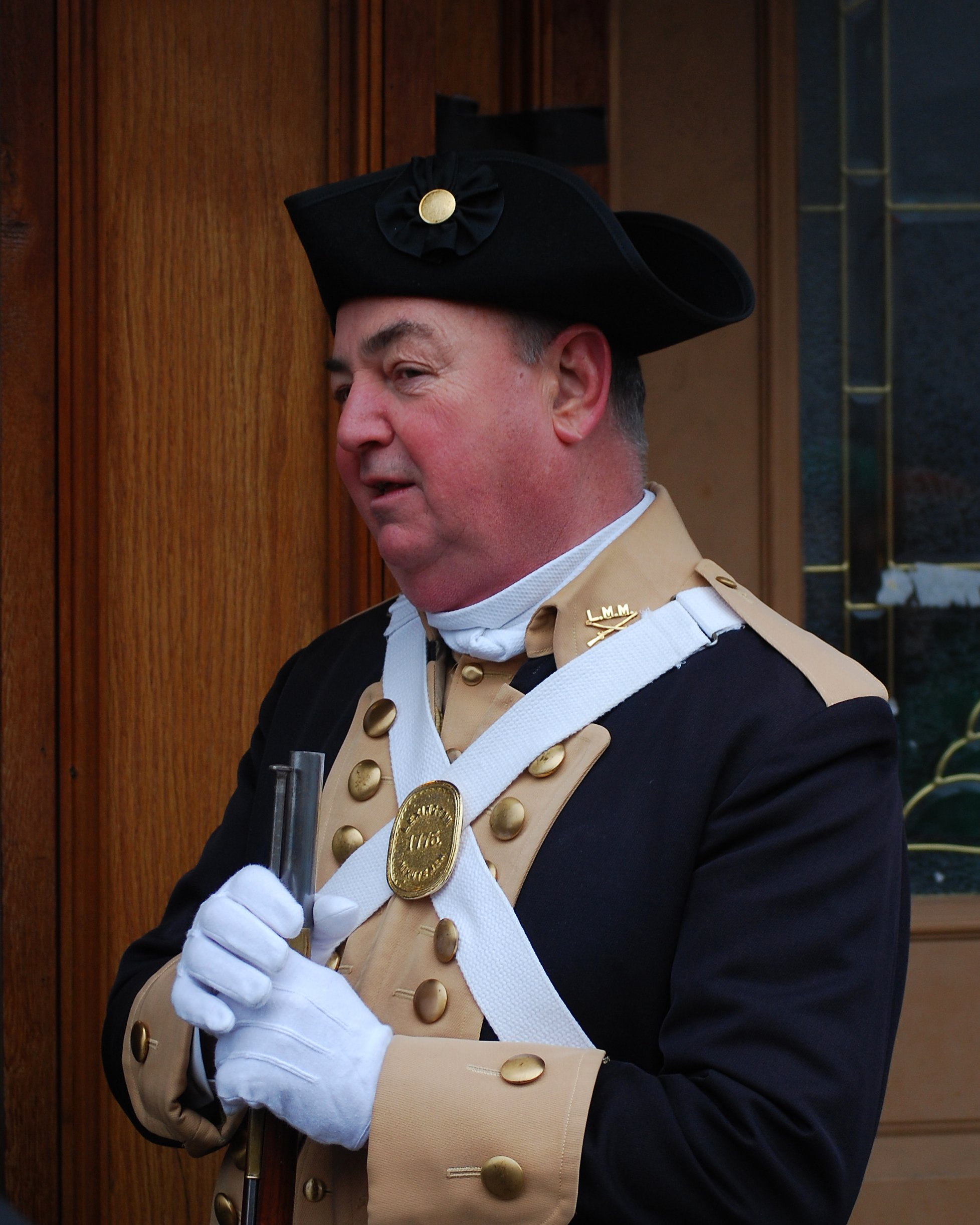
Un reconstituteur de la guerre révolutionnaire au défilé de la fête de Saint-Patrick de Boston en 2008.

Les activités de la Journée d’évacuation dans les zones qui observent cette fête sont limitées. La plupart des évènements notables, comme la parade annuelle et le petit déjeuner des politiciens de South Boston, sont dominés par les célébrations de la culture irlandaise. La parade s’appelle officiellement « parade de la Fête de la Saint-Patrick et du Jour d’évacuation »[citation nécessaire] Les anciens combattants de South Boston marquent cette journée par une cérémonie à Dorchester Heights.
Une autre fête locale célébrant un évènement de la guerre révolutionnaire américaine est le « Bunker Hill Day ». Les deux fêtes ne sont généralement pas observées par les entreprises publiques ou privées. Les fonctionnaires hors du comté de Suffolk ont le droit de choisir deux jours de congé au lieu de fêter la Journée d’évacuation et Bunker Hill Day. Certains services publics continuent à fonctionner, comme le ramassage des ordures de la ville de Boston et tous les bureaux d’enregistrement des véhicules et des permis de conduire. Le métro de Boston suit un horaire normal, mais, en raison des évènements spéciaux, les vélos sont interdits dans le métro.

## Tentatives de suppression
En 2010, la législature d’État a mis à l’ordre du jour l’élimination de la Journée d’évacuation et de Bunker Hill Day comme des jours fériés officiels, en citant les frais occasionnés par les congés payés accordés aux fonctionnaires d’État et locaux. Le budget de 2011 requiert l’ouverture de tous les bureaux municipaux et d’État du comté de Suffolk pendant ces deux jours.